# Teorema de Fisher–Tippett–Gnedenko

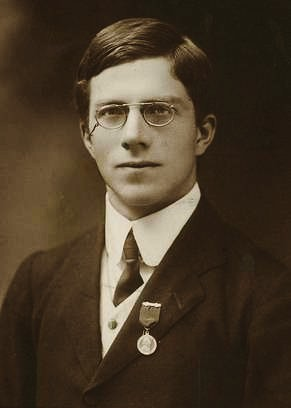
O biólogo e estatístico britânico Ronald Fisher.

Em estatística, o teorema de Fisher–Tippett–Gnedenko, também chamado de teorema de Fisher–Tippett ou teorema do valor extremo, é um resultado geral na teoria dos valores extremos referente à distribuição assintótica de estatísticas de ordem extremas. O máximo de uma amostra de variáveis aleatórias independentes e identicamente distribuídas pode apenas convergir em distribuição a uma de três possíveis distribuições, a distribuição de Gumbel, a distribuição de Fréchet e a distribuição de Weibull. O matemático soviético Boris Gnedenko recebeu crédito pelo teorema do valor extremo (ou teorema da convergência a tipos) proposto em 1948. Versões anteriores foram publicadas pelos estatísticos britânicos Ronald Fisher e Leonard Henry Caleb Tippett em 1928 e pelo matemático francês Maurice Fréchet em 1927.
O papel do teorema dos tipos extremos para máximos é similar ao do teorema central do limite para médias, exceto pelo fato de que o teorema central do limite se aplica à média de uma amostra a partir de qualquer distribuição com variância finita, enquanto o teorema de Fisher–Tippett–Gnedenko afirma apenas que, se a distribuição de um máximo normalizado converge, então o limite deve pertencer a uma classe particular de distribuições. Não afirma que a distribuição do máximo normalizado de fato converge.

## Afirmação
Considere {\displaystyle X_{1},X_{2},...,X_{n}...} uma sequência de variáveis aleatórias independentes e identicamente distribuídas e {\displaystyle M_{n}=\max\{X_{1},...,X_{n}\}}. Se uma sequência de pares de números reais {\displaystyle (a_{n},b_{n})} existe tal que cada {\displaystyle a_{n}>0} e {\displaystyle \lim _{n\to \infty }P\left({\frac {M_{n}-b_{n}}{a_{n}}}\leq x\right)=F(x)}, em que {\displaystyle F} é uma função de distribuição não degenerada, então, a distribuição limite {\displaystyle F} pertence às famílias de Gumbel, Fréchet ou Weibull. Estas podem ser agrupadas na distribuição generalizada de valor extremo.

## Condições de convergência
Se {\displaystyle G} for uma função de distribuição de {\displaystyle X}, então, {\displaystyle M_{n}} pode ser reescalonado para convergir em distribuição a:
- Uma distribuição de Fréchet se e somente se {\displaystyle G(x)<1} para todo {\displaystyle x} real e {\displaystyle {\frac {1-G(tx)}{1-G(t)}}{\xrightarrow[{t\to +\infty }]{}}x^{-\theta },x>0}. Neste caso, possíveis sequências são:[4]{\displaystyle b_{n}=0} e {\displaystyle a_{n}=G^{-1}\left(1-{\frac {1}{n}}\right).}

- Uma distribuição de Weibull se e somente se {\displaystyle \omega =\sup\{G<1\}<+\infty } e {\displaystyle {\frac {1-G(\omega +tx)}{1-G(\omega -t)}}{\xrightarrow[{t\to 0^{+}}]{}}(-x)^{\theta },x<0}. Neste caso, possíveis sequências são:[4]{\displaystyle b_{n}=\omega } e {\displaystyle a_{n}=\omega -G^{-1}\left(1-{\frac {1}{n}}\right).}